# Уадду, Абдеслам
Абдеслам Уадду (араб. عبدالسلام وادو‎; фр. Abdeslam Ouaddou; род. 1 ноября 1978, Alnif, Tinghir Province) — марокканский футболист, центральный защитник.

## Биография
В раннем возрасте вместе с семьей эмигрировал во Францию. Имеет французское и марокканское гражданство.

### Клубная
Профессиональную карьеру начал во французской команде «Нанси». 2 сезона провел в дубле, выступающем в 4-й лиге чемпионата Франции. С 1999 года стал регулярно выходить в основном составе.
В 2001 году перешёл в английский клуб «Фулхэм», который добился права выступать в Английской Премьер-Лиге. Проведя в Англии 2 сезона и не став игроком основного состава, Уадду вернулся во Францию.
С 2003 года Уадду — игрок основного состава клуба «Ренн». Получив травму и после восстановления не закрепившись в основном составе, был продан в греческий «Олимпиакос». Игроком «Олимпиакоса» был с июля по декабрь 2006 года. В составе клуба играл в Лиге чемпионов УЕФА.
1 января 2007 года подписал контракт с «Валансьен». Был выбран капитаном команды. В 2007 году болельщики клуба выбрали его лучшим игроком года.
3 июля 2008 года за 3,5 миллиона евро перешёл в «Нанси». Дебютировал 9 августа 2008 года в матче против команды «Лилль». Первый гол забил 30 мая 2009 года в матче 38 тура в ворота клуба «Лилль». «Нанси» занял итоговое 15-е место. Также играл в четырёх матчах Кубка УЕФА.
Сезон 2009/10 команда провела лучше, заняв итоговое 12-е место. Уадду практически постоянно выходил на поле в основном составе. Провел 21 игру и забил 1 гол.
Летом 2010 года, как свободный агент перешёл в «Лехвия», клуб катарской высшей лиги.

### Сборная Марокко
За национальную сборную Марокко выступал с 2002 года. В её составе участвовал в Кубке африканских наций 2002, 2004, 2006 и 2008 годов. Участник Олимпийских игр 2000 года.
С 2010 года в сборную не вызывался.

## Достижения
- Обладатель Кубка Интертото 2002
- Чемпион Греции сезона 2007/07
- Серебряный призёр Кубка африканских наций 2004